# Eupithecia bryanti
Eupithecia bryanti là một loài bướm đêm trong họ Geometridae.